# Paweł Skórzewski
Paweł Skórzewski herbu Drogosław (ur. 29 lipca 1744 w Mącznikach, zm. w 1819) – senator-wojewoda Królestwa Kongresowego w 1819 roku, generał brygady armii Księstwa Warszawskiego, stolnik kaliski od 1792 roku, podczaszy poznański w 1792 roku, podstoli poznański w latach 1787–1789, łowczy kaliski w latach 1783–1787, miecznik kaliski w 1780 roku, wojski mniejszy kaliski w latach 1778–1780, uczestnik insurekcji kościuszkowskiej, konsyliarz konfederacji targowickiej z województwa kaliskiego w 1792 roku, członek Towarzystwa Przyjaciół Konstytucji 3 Maja, konfederat barski, poseł na sejm.
Odznaczony w Księstwie Warszawskim Krzyżem Kawalerskim Orderu Virtuti Militari.

## Życiorys
Syn Antoniego Skórzewskiego i Anny Nositz-Jackowskiej pochodzącej ze starej pomorskiej rodziny herbu Ryś. Ożeniony z Eleonorą Sczaniecką h. Ossoria. W Rososzycy wybudował pałac z pięknym parkiem.
W 1768 roku na czele sformowanej przez siebie chorągwi jazdy przystąpił do konfederacji barskiej. Otrzymał stopień rotmistrza od Jakuba Ulejskiego i pozostawał pod rozkazami Józefa Gogolewskiego. Adam Malczewski bierną postawą z Gogolewskim nagrodził Skórzewskiego awansem na pułkownika. Uczestniczył 21 marca 1769 jako dowódca pułku w bitwie pod Wilczynem. Walczył w kampanii pomorskiej, a we wrześniu w bitwie pod Radominem nie uzyskał liczebnej przewagi, ale wspomagał pod koniec 1769 działania konfederacji pomorskiej. Wyróżnił się 29 stycznia 1770 w bitwie pod Kcynią. Wraz ze swoim pułkiem ubezpieczał Wielkopolskę w czasie wyprawy Malczewskiego na Warszawę, a po jego klęsce zabiegał wbrew Izbie Konsylarskiej o godność regimentarską na zjeździe w Dolsku 11 marca 1770. Później działał samodzielnie, a w sierpniu 1770 połączył się z partią Józefa Zaremby. Podczas I rozbioru Polski wzięty do niewoli i osadzony w twierdzy kostrzyńskiej za przeciwstawienie się wojskom pruskim. Członek konfederacji Andrzeja Mokronowskiego w 1776 roku i poseł na sejm 1776 roku z powiatu kaliskiego. Poseł na sejm 1778 roku z województwa kaliskiego. Poseł na sejm 1780 roku z województwa poznańskiego.
W 1788 roku został posłem z województwa kaliskiego na Sejm Czteroletni, członek Zgromadzenia Przyjaciół Konstytucji Rządowej. Działał w obozie królewskim za co został odznaczony przez króla Stanisława Augusta Orderem Świętego Stanisława oraz Orderem Orła Białego. Inicjator powstania kościuszkowskiego w Wielkopolsce, stanął zbrojnie na jego czele. Walczył pod Pyzdrami, Kaliszem, Stawiszynem, Kołem, Kłodawą. „Słynny w kraju z najczystszego patryotyzmu”, odznaczył się w bitwie pod Łabiszynem (30 września 1794), gdzie generał Dąbrowski powierzył mu dowództwo. Po klęsce maciejowickiej przedostał się do Drezna unikając tym samym represji pruskich. W 1806 roku po klęsce Prus i zajęciu przez wojska francuskie Wielkopolski, Paweł Skórzewski wraz z Michałem Lipskim stanął na czele kilkuset ochotników, z którymi 7 listopada 1806 roku zajął Kalisz i wziął do niewoli pruską załogę. Wkrótce – w listopadzie 1807 roku – Skórzewski rozpoczął w Kaliszu tworzenie regularnych oddziałów wojskowych. W 1812 został obwołany marszałkiem pospolitego ruszenia w departamencie kaliskim, a po Kongresie Wiedeńskim car Aleksander I mianował go senatorem – wojewodą kaliskim. Niestety, nie cieszył się długo tą funkcją, gdyż zmarł w 1819. Uroczystości pogrzebowe odbyły się w kościele bernardynów w Kaliszu.
Według Gazety Wielkiego Księstwa Poznańskiego, która opisywała pogrzeb, wspaniały katafalk wzniesiony był na „8 łokci długi, 6 łokci szeroki, 11 łokci wysoki miał być nad cokołem piękny piedestał ozdobiony chorągwiami i różnymi trofeami wojskowymi ubrany, na którym stała piramida wznosząca trumnę czterema lwami podpartą, w około której cztery kolumny z broni i bagnetów związane przy rzęsistym świetle i całego kościoła zaćmieniu okazały czyniły widok. Na stronie frontalnej katafalku wsparty portret nieboszczyka na mieczu, laurem i orderami przywiązany przypominał rysy twarzy uwielbianego dobroczyńcy ludzkości, obrońcy kraju i senatora”. W mszy pogrzebowej, poza nieprzebranymi tłumami mieszkańców Kalisza udział brało wielu dostojników oraz pięciu biskupów.